# Iouroro
Der Iouroro ist ein 105 m hoher Hügel auf der Insel Babelthuap im Inselstaat Palau im Pazifik.

## Geographie
Der Hügel liegt im Westen der Insel im administrativen Staat Ngatpang auf der Halbinsel Ngchemiangel oberhalb der Karamadoo Bay. In der Fortsetzung des Höhenzugs erheben sich die Inselchen Lild, Klaibudech, Ilacheuir und Omeduaol.